# João Ferreira
João Ferreira, conegut com a Bigode (bigoti en portuguès), (Belo Horizonte, 4 d'abril de 1922 - Belo Horizonte, 31 de juliol de 2003) fou un futbolista brasiler de la dècada de 1940.

## Trajectòria
Va començar la seva carrera al club Atlético Mineiro, de Belo Horizonte. Guanyà dos cops el Campionat Mineiro, el 1941 i el 1942. El 1943 fitxà pel Fluminense de Rio de Janeiro, on guanyà el Campionat carioca l'any 1946. El 1950 ingressà al Flamengo, on jugà dues temporades, retornant el 1952 al Fluminense, on es retirà el 1956.
També jugà amb la selecció brasilera un total d'11 partits, entre 1949 i 1950. Guanyà la Copa Amèrica el 1949. També participà en el Mundial de 1950.